# Robert Morton Nance
Robert Morton Nance, conegut també amb el nom bàrdic de Mordon (Tredegaville, Gal·les, 1873 - Cornualla 1959) fou un gramàtic còrnic.
Tot i ser gal·lès de pares còrnics, el 1906 tornà a Cornualla i passà bona part de la seva vida a Saint Ives, on va fer de pintor i participà en el renaixement còrnic, tot cofundant el 1901 la Cowethas Kelto-Kernuak (Societat Celto-Còrnica) amb Henry Jenner. També és autor de Lyver an pymp marthus seleven (1939) i de la gramàtica Cornish for all (1949), on proposa un sistema unificat còrnic o Kernewek Unys. El 1920 va fundar amb Jenner la Cowethas Kernow Goth (Societat de la Vella Cornualla), i edità un Gerlyver Noweth Kernewek ha Sawsnek (Diccionari còrnic-anglès, 1938). També fou Gran Bard del Gorsedh Kernow del 1934 al 1959 i escriví el drama An balores (1932).